# Giovanni Villani
Giovanni Villani, italijanski bankir, zgodovinar in kronist, *1276 ali 1280, Firence, Italija, † 1348, Firence, Italija je najbolj je znan po svojem delu Nuova Cronica, v kateri je opisal velik del zgodovine mesta Firenc, od padca babilonskega stolpa, pa vse do leta 1348. 

## Življenje in delo
Bil je italijanski kronist in trgovec, sploh znan po zapisu zgodovine rojstnega mesta Firenc, vse od njihovega nastanka pa do časa Danteja. Villanijev pristop k opisovanju zgodovine je v ospredje postavljal to, kar danes imenujemo načela humanizma. Za razliko od večine kronistov je bil laik. Zdelo se mu je, da mu poslovno in politično življenje prinašata strokovno znanje in širok spekter interesov, zaradi česar so njegova dela danes izjemno berljiva. Bil je sposoben neodvisnega opazovanja in presojanja, v svoje delo pa je vključil tudi natančne portrete sodobnikov. Giovanni Villani se je rodil v florentinski trgovski srednji razred.
Bil je sin Villana di Stoldi di Bellincione, ki je izhajal iz stare in zelo cenjene družine trgovcev najpomembnejšega firenškega združenja cehov Arti maggiori. Villani je bil v Firencah od leta 1300 član ceha Arte di Calimala (oplemenitenje volne), ki je služboval v osmih mestih.
Leto 1300 je papež Bonifacij VIII. razglasil za sveto leto in obljubil duhovne koristi vsem, ki so romali v Rim. Giovanni je tedaj prvič dobil priložnost, da si ogleda Rim. Takrat se je Villaniju prvič porodila ideja za zapis Nuove Chronice, njegovega najpomembnejšega dela. Sam je zapisal: »Ob gledanju velikih in starodavnih stvari, branju o velikih dejanjih Rimljanov in ob upoštevanju, da so se naše veliko mesto Firence, hči in stvarstvo Rima, povzpele na veličino, medtem ko je Rim upadal, sem se odločil, da bom v to kroniko združil vse od začetka mesta Firence in nato podrobno predstavil dejanja Florentincev.« 
Leta 1300 je tako Villani začel s pisanjem Nuove Cronice, ki jo je pisal v presledkih skozi več različnih obdobij. Istega leta je Villani dobil položaj v banki Peruzzi in s tem dobil možnost za daljša potovanja med leti 1302 in 1307, in sicer v Francijo, Švico in Flandrijo. Njegova potovanja so v njem vzbudila interes za podrobnejše spoznavanje tujine.
V Italijo se je po potovanjih vrnil v Firence in leta 1308 zapustil banko Peruzzi. Skupaj z bratom Matteom sta do leta 1322 večino svojih gospodarskih dejavnosti prenesla na podjetje Buonaccorsi, ki se je ukvarjalo pretežno z bančnimi in blagovnimi trgovinskimi dejavnostmi, s čimer je širilo svoj vpliv po Italiji, Franciji, Flandriji, Angliji in po Sredozemlju.
Po vrnitvi v Italijo se je v domačih Firencah začel aktivno ukvarjati tudi s politiko in javnim življenjem ter je bil trikrat izbran celo za vodjo svojega ceha (to je bilo v letih 1316, 1317 in 1321). V politično življenje Firenc je bil vpleten vse do svoje smrti leta 1348.
V letih 1316 in 1317 je postal eden izmed priorjev Firenc. Hkrati je sodeloval pri doseganju miru med Piso in Lucco. S florentinsko vojsko je odšel v boj proti Castrucciju Castracaniju, gospodarju Lucce. V svoji Cronici je podrobno povedal, zakaj Firence po smrti Castruccia Castracanija niso mogle pridobiti Lucce.
1324 je imel pomembno vlogo pri obnovi mestnega obzidja Firenc. Sodeloval je tudi pri konstrukciji bakrenih vrat krstilnice v Firencah. Obtožen je bil poneverbe, a je bil spoznan za nedolžnega. Prav tako je bil leta 1345 vpleten v bankrot podjetja Bardi in drugih podjetji. Tokrat so ga spoznali za krivega in ga obsodili na zapor, a je bil kazni oproščen s plačilom varščine. Za časa njegove politične kariere je bil vpleten tudi v številne škandale.

## Nuova Cronica
Nuova Cronica je Villanijevo najbolj znano delo. V tej je v dvanajstih knjigah povzel zgodovino Firenc od padca Babilonskega stolpa do svojega časa in podrobneje popisoval pomembne dogodke za časa svojega življenja. Kot na primer gradbene projekte, obdobja lakote in pomanjkanja, obdobja epidemije kuge in naravne katastrofe; poplave, suše, požare. Poleg tega navaja statistične podatke o populaciji, izobraženosti, trgovanju, pomembnih pravnih odlokih, religioznih obredih... V tistem času navajanje statističnih podatkov ni bilo v navadi, zato je to redkost (Villani je bil eden izmed prvih avtorjev zgodovine, ki je začel navajatistatistične podatke), ki pa zgodovinarjem pomaga pri raziskovanju obdobja. Med drugim so zato lahko pridobili veliko informacij o Dantejevem življenju. Njegovo delo sta po Villanijevi smrti nadeljevala njegov brat in nečak. Original Villanijevega dela danes hranijo v Vatikanski knjižnici.

### Organizacija Nuove Cronice
Cronica je radeljena na 12 delov. Prvih šest opisuje zgodovino mesta Firence od padca Babilonskega stolpa do leta 1264, medtem ko drugih šest opisuje obdobje Villanijevaga življenja, torej od leta 1264, do njegove smrti leta 1346. Dogodki v Cronici niso urejeni glede na temo, temveč so razporejeni kronološko. Zato je bil pogosto kritiziran, saj so kritiki menili, da Villani ni podal glavnega sporočila, temveč le nepovezano nizal dogodke, kateri niso tvorili celote. V Cronici se tudi pojavljajo nedoslednosti pri opisu nekaterih dogodkov in oseb, saj Villani informacij pogosto ni preveril, temveč jih je le zapisal kakor jih je slišal sam.

#### Pomembnejši zapisi Nuove Cronice:

##### ⦁ Firenška katedrala
Villani navaja, da je bila Firenška katedrala obnovljena in povečana leta 1296. Temelj za katedralo je bil položen septembra istega leta, dodali so nove marmornate kipe. Papež je iz Rima celo poslal v Firence svojega odposlanca, ki je položil temeljni kamen za novo katedralo. Del katedrale je bil subvencioniran iz mestne blagajne, poleg tega pa se je pobiral davek v višini dveh soldov, ki ga je moral plačati vsak odrasel moški. 18 julija 1334 so začeli izdelovati nov zvonik, ki ga je oblikoval Giotto di Bondone, za katerega je Villani zapisal, da je: “Najboljši mojster slikarstva svojega časa, kdor slika vse svoje figure in njihove postave v skladu z naravo.”

##### ⦁ Palazzo Vecchio
V letu 1299 so v Firencah začeli graditi novo mestno hišo. Ta je nadomestila staro , ki je stala za cerkvjo San Brocola. Nova Palazzo Vecchio naj bi služila kot mestni objekt za zaščito samostanskih predstojnikov in sodnikov. Varovala naj bi jih pred sporom med gvelfi in gibelini. Pallazo Vecchio je bila postavljena na območju, kjer so prej stale hiše gibelinske družine Uberti, ki je bila izgnana iz Firenc in ji je bila vrnitev prepovedana. Šlo je za simbolično dejanje. Tudi mnogo drugih družinskih hiš je bilo uničenih ob gradnji, zaradi težav s prostorom.

##### ⦁ Gradnja deželskih domov in arhitektura Firenc
Villani je zelo cenil originalno, nedotaknjeno arhitekturo Firenc. Ta se je kazala tako v samostanih in cerkvah kot tudi pri preprostih podeželskih domovih. Villanijev odnos je razviden v poglavju o arhitekturi, katerega je naslovil z: “Več o veličini in statusu in veličastnosti Firenc”. Kljub temu pa je Villani kritiziral pretirano zapravljanje za prenovo domov in kupovanje velikih posesti v Toskani, k čemur so se nagibali premožni meščani v začetku 14. stoletja.

##### ⦁ Poplava leta 1333
Reka Arno, ki teče skozi Firence, je pogosto poplavljala. Leta 1333 je velika poplava močno prizadela Firence. Villani navaja, da je 4. novembra 1333 reka Arno močno narastla in do noči že dosegla Firence. Vzhodna stena mestnega zidu je vodo sprva zajezila, vendar ni zdržala pritiska. Voda je odplaknila celotno steno in posledično vdrla v mesto. Segala naj bi čez oltar v krstilnici v katedrali. Ponekod je dosegla višino treh metrov. Mnogi mostovi so bili skoraj popolnoma uničeni. Med drugimi tudi velik del Ponte Vecchio. Zanimivo je, da naj bi poplave na ta dan in višino vode predvideli prebivalci Pise že dvesto prej.

## Smrt in nadaljevanje Villanijevega dela
Villani je med epidemijo Črne smrti zapisal: »Duhovnik, ki je izpovedoval obolele in tiste, ki so jih negovali, se je sam okužil in tako so na splošno žrtve ostale brez možnosti spovedi, zakramenta, medicine in negovanja ... In mnogo dežel in mest so je bilo opustošenih. In ta kuga je trajala do ________ «; Villani je pustil (prazen prostor) "_______", da bi zapisali čas, ko naj bi se končala kuga. Villani stavka ni končal ker je tudi sam podlegel kugi. Pokopan je v cerkvi Santissima Annunziata v Firencah.
Zemljevid prikazuje širjenje bubonske kuge po Evropi. Potek je Villani podrobno opisal, pri čemer je poudaril, da število umrlih zaradi črne smrti v Firencah ni bilo tako veliko kot v drugih mestih in regijah, na primer v Turčiji, Pistoi, Pratu, Bologni, Romagna (judovzhodni del sedanje dežele Emilije-Romanje), Francija, itd.
Villanijeva Kronika je takrat veljala za pomembno delo, dovolj dragoceno, da sta jo lahko nadaljevala njegov brat in nečak. O Villanijevem bratu Matteu je malo znanega, razen, da je bil dvakrat poročen, da je umrl zaradi kuge v drugem večjem valu, ki je bil leta 1363 ter da je na Cronici delal do svoje smrti. Filippo Villani, sin Mattea, je deloval v drugi polovici 14. stoletja in končal Kroniko leta 1364. V Kroniko je vključil podrobnosti o življenju mnogih florentinskih umetnikov in glasbenikov, vključno z Giottom in Francescom Landinijem. Filippove Kronike je odobril firenški kancler Coluccio Salutati, ki je popravil delo in dodal komentarje. Florentinski zgodovinar iz 15. stoletja Domenico di Leonardo Buoninsegni je v prvih dveh poglavjih svoje Istoria Fiorentine (Florentine Histories) predstavil tudi povzetek Villanijeve Kronike.
Do 16. stoletja je bila Kronika večkrat izdana v tiskani obliki. Izšlo je tudi nekaj iluminiranih rokopisov, med njimi rokopis iz Benetk iz leta 1537 Bartholomea Zanetti Casterzagense in rokopis iz Firence iz leta 1554 Lorenza Torrentino.

## Zapuščina in kritika
Kronika je pomagala sodobnim učenjakom pri nadaljnjih študijah mnogih Villanijevih sodobnikov, kot je npr. Dante Aligheri.
Zgodovinar John Keneth Hyde navaja, da je Villanijeva Nuova Cronica zelo reprezentativna za tradicionalno življenje v Firencah, saj se je ljudem tistega časa zdela "lahko berljiva, polna zanimivih zgodb in občasno začinjena z anekdotami tipa novel." Hyde tudi ugotavlja, da so Villanijevi kritiki, lokalni politiki iz Firenc, med poznejšimi izidi spodbujali uporabo osebnega izraza ter s tem rušili konsistentnost zapisa. Kronika predstavlja tudi zelo bogat zgodovinski zapis. Njena največja vrednost za sodobne zgodovinarje so opisi ljudi in dogodkov v času Villanijevega življenja. Zgodovinar Mark Phillips trdi, da so vsi nadaljnji florentinski spisi o tiranskem režimu Walterja VI iz Brienna - vključno z Leonardom Brunijem in Niccolòom Machiavellijem - temeljili na Villanijevi kroniki. Villanijevi zapisi o Danteju Alighieriju in dobi, v kateri je živel, so dali vpogled v Dantejevo delo, sklepanje in psiho. Ponatis novih izdaj Villanijevega dela v začetku 20. stoletja je bilo gradivo za ponovno oživitev študije o Danteju. Kljub temu so Villanijevi opisi dogodkov prepredeni z netočnimi tradicionalnimi pripovedmi in ljudskimi legendami.
Villani sodobnim zgodovinarjem podaja dragocene podrobnosti o florentinskih družbenih in življenjskih navadah, na primer naraščajoč trend gradnje velikih podeželskih domov bogatih Florentincev daleč zunaj mesta. Zgodovinar zgodnjega 20. stoletja Philip Wicksteed je o Villaniju izjavil: »Ko se ukvarjamo z dogodki, ki so povezani s Firencami v njegovem času, je zaupanja vreden priča, vendar časovna natančnost ni nikoli bila njegova močna točka. Pri obravnavanju oddaljenih dogodkov pa ni zelo zanesljiv.« Nicolai Rubinstein je na primer priznal, da so bile Villanijeve kronike veliko bolj zrele in napredne kot dotedanje, vendar se je Villani še vedno skliceval na legende in pripovedovanje. Na primer zanašal se je na legendo o poreklu mesta Fiesole. Po oceni Villanija je med Veliko lakoto 1315-1317 umrla tretjina prebivalstva Antwerpena, vendar je zgodovinar zgodnjega 20. stoletja Henry S. Lucas zapisal: "Takšni statistiki, ki je le malo boljša od ugibanj, ni moč zaupati." Louis Green ugotavlja, da je bil Villani omejen kot kronist in ne kot zgodovinar.
Tudi če je dogodke beležil v kronološkem redu, jih ni tematsko urejal, zato ni mogel podati lekcij za prihodnost z reinterpretacijo preteklosti. Njegova predanost opravičevanju in poveličevanju Firenc ni omogočila, da bi v spremenljivi usodi svojega mesta videl ponavljajoče se vzorca zatona.
Louis Green zatrjuje, da je Giovannijeva Cronica izražala obris stališč trgovske skupnosti Firenc tistega časa, vendar je dala tudi dragocene navedbe o tem, »kako so se ta stališča spreminjala od značilno srednjeveških do začetka modernih stališč.« Green piše, da je bila Villanijeva Cronica ena od treh kronik 14. stoletja, ki spada v zvrst univerzalne zgodovine. Druge so bile kronike določenih zgodovinskih dogodkov, kot je na primer Dino Compagnijeva o Belih gelfih in Črnih gelfih ali kronike, ki so se osredotočale na usodo in dogodke ene družine, kot na primer kronike Donata Vellutija ali Giovannija Morellija.